# Stigmella catharticella
Stigmella catharticella là một loài bướm đêm thuộc họ Nepticulidae. Loài này có ở from Fennoscandia to Pyrenees, Ý và Bulgaria, và from Ireland to Nga.
Sải cánh dài 5–6 mm. Con trưởng thành bay từ tháng 5 đến tháng 6 và again từ tháng 7 đến tháng 9.
Ấu trùng ăn Rhamnus catharticus. Chúng ăn lá nơi chúng làm tổ. 